# Федеративный союз баптистов СССР
Федеративный союз баптистов СССР (первое название Союз русских баптистов Южной России и Кавказа впоследствии неоднократно менялось) — первая баптистская организация России, учреждённая 30 апреля 1884 года и существовавшая до середины 1930-х годов.

## Название
Наименование Союза менялось четырежды на протяжении его истории. Переименование могло происходить путем официального решения, как в 1924 году, так и неофициально, вследствие сложившейся практики. Переименования были вызваны как политическими изменениями в государстве, так и географическими или структурными преобразованиями самого Союза. При этом даже в официальных изданиях Союза не всегда соблюдалась последовательность и точность в наименованиях.
| № п/п | Наименование                                  | Период      | Причина переименования                    |
| ----- | --------------------------------------------- | ----------- | ----------------------------------------- |
| 1     | Союз русских баптистов Южной России и Кавказа | 1884—1885   |                                           |
| 2     | Союз русских баптистов                        | 1885—(?)    | Расширение географии Союза                |
| 3     | Всероссийский союз баптистов                  | (?)—1924    |                                           |
| 4     | Союз баптистов СССР                           | 1924—1926   | Изменение названия Советского государства |
| 5     | Федеративный союз баптистов СССР              | 1926—1930-е | Утверждение федеративной структуры Союза  |

- Союз баптистов с 1905 по 1925 год назывался Союзом евангельских христиан-баптистов[3].

## Основные функции
Баптистское вероучение предусматривает конгрегационалистскую форму церковного устройства, при которой общины являются независимыми в духовных и практических вопросах.
В то же время конгрегационализм не отвергает существования надцерковных организаций, ведающих вопросами межцерковных отношений, а также отношений конфессии с внешним миром. Таким органом и был Федеративный союз баптистов СССР. К его функциям относились вопросы подготовки и проведения съездов и конференций, решение догматических вопросов, организация конфессионального образования, издание духовно-назидательной периодики и другой литературы, представительство конфессии перед органами власти и т. д. Также работники Союза могли привлекаться в роли третейских судей во внутрицерковных спорах.

## Краткая история

### Предыстория
Баптизм в Российской империи начал развиваться во второй половине XIX века. На протяжении первых десятилетий развитие баптизма в значительной степени происходило в среде «русского сектантства» (молокан, штундистов и др. течений), которое историк М. Н. Покровский называл «народным русским протестантизмом»:
«Принято говорить, что у нас в России не было Реформации, — писал Покровский. — Это, конечно, верно, если понимать под реформацией народное движение масштаба германского XVI в. или английского XVII в. Но это не мешает тому, что у нас были и существуют протестантские секты — был и существует народный русский протестантизм».
Русские «секты», развивавшиеся спонтанно в условиях постоянных преследований со стороны РПЦ и государства, не выстроили собственную стройную доктринальную систему, их богословие было «рыхлым», «размытым». В свою очередь, близкий многим из этих «сект» баптизм предлагал четкое внятное богословие, сложившееся за столетия существования на Западе. Это обусловило его успех. Известный светский религиовед Л. Н. Митрохин с некоторой иронией охарактеризовал процесс замещения русского «сектантства» баптизмом:
«Противостояние с одной стороны, отмобилизованного „воинства Христова“, доказавшего свою боеспособность во многих исторических эпизодах, и разрозненных, раздираемых противоречиями и изрядно деморализованных сектантских объединений ополченческого типа, которые стремились как-то выжить в новых для себя условиях — с другой, вело к тому, (…) что пришествие баптизма напоминало успешно проведенную военную операцию. Оно развивалось по трем главным направлениям: юго-западные губернии, где посредствующую роль играл „штундизм“, регион Закавказья и Северного Кавказа, в которых баптизм утверждался преимущественно в среде молокан и, наконец, Петербург и примыкающие к нему губернии — здесь процесс становления новой церкви происходил, так сказать, в чистой форме. К середине 80-х годов эти потоки миссионеров наладили деловые связи и очаговые прорывы сменились фронтальным натиском».

### Формирование Союза
«Официальной» датой возникновения баптизма в России принято считать день крещения Н. И. Воронина М. К. Кальвейтом в водах реки Кура на Кавказе — 20 августа 1867 года.
Первоначально развитие баптизма во всех трёх очагах (Кавказ, Петербург и Юго-Запад) происходил параллельно, при этом лидеры во всех трёх очагах поддерживали связь друг с другом. Собственно, Союз русских баптистов стал формироваться в конце 1870-х — начале 1880-х годов в ходе переписки и личных встреч (в том числе на нескольких конференциях) лидеров движения.
Союз был учреждён в ходе съезда, прошедшего 30 апреля — 1 мая 1884 года в селе Нововасильевка Таврической губернии. Председателем Союза был избран меннонитский пресвитер Иоганн Вилер, которого в 1887 году сменил Д. Мазаев. Суть баптизма определялась как «крещение по вере», то есть только в сознательном возрасте. Догматические вопросы были отложены на второй план, а на первый выдвинуты задачи евангелизации. Активисты Союза именовались благовестниками. Миссионерская работа была поставлена на современный манер: расклеивались афиши, собирались собрания, читались лекции, пелись гимны, проводились чаепития, распространялись брошюры. По мнению историка ЕХБ А. В. Синичкина, именно с момента учреждения Союза «русский баптизм существует в России как целостная структура, а не как отдельно действующие центры».
Обращение в баптизм богатых людей (к числу которых, например, принадлежали Н. И. Воронин, Д. И. Мазаев, ряд представителей петербургской знати) позволило наладить выпуск духовной литературы, финансировать широкую миссионерскую деятельность, готовить проповедников в зарубежных теологических семинариях, регулярно проводить съезды.
Формирование и становление Союза проходило в условиях развертывания преследований религиозного свободомыслия в Российской империй. Обер-прокурор святейшего правительствующего Синода К. П. Победоносцев (занял эту должность в 1880 году) поставил перед собой задачу «переломить хребет русскому баптизму, штундизму и редстокизму (пашковщине)».
В 1905 году Союз русских баптистов вошёл во Всемирный союз баптистов.

### После Октябрьской революции
В конце 1929 году деятельность Союза была приостановлена. В декабре 1929 года Н. В. Одинцов писал: «Мы были вынуждены в результате общего отсутствия денег, поступавших (раньше) из провинции, прекратить деятельность Союза».
В мае 1930 года в Москве был конфискован дом, принадлежавший Союзу баптистов, в котором размещалась канцелярия Союза, библейские курсы и жилые квартиры работников правления Союза.
В начале декабря 1930 года оставшиеся на свободе (значительная часть служителей уже находилась в тюрьмах и ссылках) члены Правления и Совета Союза баптистов получили разрешение на восстановление Союза, был назначен организационный Пленум. По воспоминаниям Л. М. Винс (жены приглашенного в Пленуме председателя Дальневосточного союза баптистов П. Я. Винса), ходом Пленума активно интересовалось ГПУ, желающее внедрить в Правление своих агентов. Еще до поездки ее мужа вызвали в благовещенское отделение ГПУ для беседы о предстоящем Пленуме и посоветовали там ориентироваться на не «консервативных стариков», а на молодых «более прогрессивных служителей». В Москве в преддверии Пленума некоторых участников вызывали в ГПУ и предлагали проголосовать за заранее утвержденный список членов Правления. Винса, который в кругу будущих участников возмущался вмешательством ГПУ, арестовали еще до начала Пленума. Также стало известно, что приглашенные на Пленум председатель Всеукраинского союза баптистов А. П. Костюков, председатель Сибирского союза баптистов А. С. Ананьин и Ф. П. Куксенко были арестованы еще до своего прибытия в Москву. По итогам Пленума в состав Правления вошли: Одинцов, Дацко, Тимошенко, Бондаренко, Колесников (Вальтер Заватски в своей книге открыто называет двух последних «кандидатами власти») и другие.
Однако в силу Постановления ВЦИК РСФСР от 8 апреля 1929 года «О религиозных объединениях», деятельность Союза к этому времени была, в основном, номинальной. Она состояла преимущественно в наблюдении за регистрацией поместных общин и их внутренней жизнью.

## Отношения с государством

### Российская империя
Со времени своего возникновения русский штундизм, а вслед за ним и русский баптизм достаточно жёстко преследовался государством. Религиовед Л. Н. Митрохин отмечает, что этому способствовало подстрекательство православных миссионеров, которые в собранных для правоохранительных органов Российской империи свидетельствах подчёркивали «„бунтарский“» и «подрывной» характер штундистов. Он также указывал на то, что положение штундистов особенно ухудшилось после принятия Кабинетом министров 4 июля 1894 года положения, в котором «штунда» (к которой приравнивали русский баптизм) признавалась в качестве «одной из наиболее опасных в церковном и государственном отношениях» сект. И приводит мнение В. Д. Бонч-Бруевича, считавшего, что «с этого времени, по воле самодержавного закона штундисты стали всячески преследоваться: их арестовывали, сажали в тюрьмы, ссылали в самые отделённые места. И после появления этого циркуляра миссионеры сразу же присоединили слово „штундист“ к очень многим сектам, дабы им было легче преследовать сектантство. Вот почему слово „штундо“» они стали присоединять к названиям всех и всяческих сект: молокан, духоборцев, хлыстов, скопцов и т. д."
Ситуация изменилась только во время Первой русской революции, когда 17 апреля 1905 года вышли именной Высочайший указ и высочайше утвержденное положение Кабинета министров «Об укреплении начал веротерпимости», давшие неправославным верующим некоторые послабления. Однако жизнь показала, что эта реформа была далека от дарования действительной свободы совести, которую государственная машина не могла обеспечить. Как писал в 1910 году баптистский адвокат И. П. Кушнеров, несмотря на реформу, «нам говорят, что право проповеди и исповедания принадлежит одной только господствующей религии — православию. Отсюда возникает неисчислимое число всякого рода преследований и гонений за исповедание веры: штрафы, аресты, заключения в тюрьмы, ссылки, предания суду, закрытие собраний, общин и проч. Я говорю, что всех гонений и преследований после провозглашения свободы слова и свободы вероисповедания — не перечесть. Дело доведено до того, что некоторые общины и отдельные семьи наших братьев уже решили возбудить ходатайства, <…> чтобы им было разрешено переселиться за границу».
С началом Первой мировой войны ситуация усугубилась обвинениями в исповедании «немецкой» веры, якобы сочувствии Германии и шпионаже в её пользу. Был прекращен выпуск журналов «Слово Истины» (редактор М. Д. Тимошенко арестован и сослан в Нарымский край) и «Баптист», сосланы и высланы ряд служителей, с 1912 года перестали проводиться съезды. Например, в Петрограде из двух десятков мест собраний евангельских христиан и баптистов остались только 4.
Лишь Февральская революция 1917 года принесла баптистам полную, хотя и недолгую свободу.

### СССР
Принятые сразу после революции законодательные акты имели двойственный характер. С одной стороны, ряд законодательных актов соответствовал модели светского европейского государства. Так, «Декларация прав народов России» предусматривала отмену «всех и всяких национальных и национально-религиозных привилегий и ограничений». Позднее эта норма была закреплена в первой советской Конституции 1918 года. Также был узаконен институт гражданского (нецерковного) брака, РПЦ отделена от школы.
С другой стороны, большевики с самого начала не скрывали своего враждебного отношения к религии.
Российских протестантов уравнивание в правах с РПЦ полностью устраивало, тем более, что принцип отделения церкви от государства является одним из ключевых для баптистов и родственных им евангельских христиан. Собственности, пригодной для большевистских экспроприаций, у них было немного. А опыт выживания и развития в атмосфере гонений и дискриминации, приобретённый до свержения монархии, в новых условиях давал им определённые преимущества перед РПЦ.
К тому же часть большевистских руководителей во главе с В. И. Лениным и главным большевистским «экспертом по сектантам» В. Д. Бонч-Бруевичем по выражению религиоведа Л. Н. Митрохина «заигрывала» с протестантами, стараясь использовать их в своих целях.
На этой волне даже был принят Декрет «Об освобождении от воинской повинности по религиозным убеждениям» от 4 января 1919 года, согласно которому верующий-пацифист по решению суда имел право военную службу заменить альтернативной «санитарной службой, преимущественно в заразных госпиталях, или иной общеполезной работой по выбору самого призываемого» (п. 1) Правда, на практике реализовать эту возможность удавалось далеко не всем, — на местах органы власти часто не знали об этом Декрете или не признавали его, наказывая «дезертиров» вплоть до расстрела.
В то же время, как отмечал историк А. И. Савин, «лояльное отношение к евангельским церквям никогда не было единственной доминирующей линией в большевистской политике. Значительная часть членов партии и органы политической полиции априори бескомпромиссно выступали против „сект“. Они рассматривали деятельность „сектантства“ как „попытку приспособления религии к новым условиям“, „очередную форму антисоветского движения кулаческих элементов в деревне“».
«Точечные» репрессии государства имели место и сразу после революции 1917 года, и в начале 1920-х годов, и во время «религиозного нэпа» середины 1920-х годов. С конца 1920-х годов в стране развернулись тотальные репрессии в отношении «сектантов», которые привели к физическому уничтожению значительной части служителей, закрытию практически всех молитвенных домов и ликвидации Союза вместе с его территориальными структурами.

## Управление
Высшим органом управления во все время существования Союза являлся съезд делегатов поместных общин, который проводился, по возможности, ежегодно (если позволяла политическая ситуация в стране). Перерывы в регулярном проведении съездов (1892—1897, 1899—1901, 1912—1916, 1918—1919, 1922, 1924—1925, после 1926 года) выпадали либо на периоды ужесточения политики в отношении баптистов со стороны государства, либо на сложности времен Гражданской войны и послевоенного времени.
В период между съездами управление осуществлял выборный орган, в разное время называвшийся Советом или Комитетом. Совет избирал Правление и председателя. В 1919—1924 годах осуществлялось коллегиальное руководство.

### Председатели
- 1884—1887 — И. И. Вилер
- 1887—1909 — Д. И. Мазаев
- 1909—1910 — В. Г. Павлов
- 1910—1917 — И. А. Голяев
- 1917 — Д. И. Мазаев[31]
- 1919—1920 — Временное правление: П. В. Павлов, М. Д. Тимошенко, В. Г. Павлов и И. Н. Шилов[32]
- 1920—1921 — Коллегиальное руководство: П. В. Павлов, М. Д. Тимошенко и И. Н. Шилов[33]
- 1921—1923 — Коллегиальное руководство: П. В. Павлов, М. Д. Тимошенко, И. Н. Шилов, В. П. Степанов, Г. И. Шалье[34]
- 1923—1924 — Коллегиальное руководство: П. В. Павлов, М. Д. Тимошенко и П. В. Иванов-Клышников, при этом П. В. Павлов — председатель[35]
- 1924—1926 — И. А. Голяев[36]
- 1926—1933 — Н. В. Одинцов[37][38]
- 1933—1935 — И. А. Голяев

## Структура
Первоначально Союз включал в себя только поместные общины. С ростом численности баптистов и образованием большого количества новых общин они стали создавать как районные («районы»), так и более крупные региональные («отделы», позднее стали называться «союзы») объединения, входившие в структуру Союза. В 1908 году на съезде Союза было принято постановление: «желающие общины могут образовывать из себя отделы союза, но с тем, чтобы они не шли вразрез общему направлению дела». Так что позднее (в 1910-е — 1920-е годы) Союз состоял как из разнокалиберных территориальных объединений, так и из отдельных общин, не состоящих ни в каких объединениях.
Решение об учреждении районных объединений было принято на Всероссийском съезде баптистов 1911 года, проходившем в Москве под председательством Д. И. Мазаева, хотя сам Мазаев был против этого решения, утверждая, что «районы погубят Союз и его работу». При этом фактически как минимум одно районное объединение (Омское) уже существовало: еще в 1904 году посетивший Сибирь представитель Союза баптистов Василий Васильевич Иванов вместе с Яковом Гергардовичем Винсом рукоположили в пресвитеры Омского района Андрея Леонтьевича Евстратенко.
Однако на съезде 1917 года были утверждены только два региональных отдела — Сибирский и Дальневосточный, также решено было создать третий — Туркестанский, а все районные объединения — упразднить. В решении съезда по этому поводу говорилось: «Помня древнее изречение: „В единении — сила!“ съезд постановил упразднить районы как распыляющие деятельность Союза и соединить все средства в одном центре. Только три отдела Союза признано считать самостоятельными, это Сибирский, Дальневосточный и Туркестанский, которые отделены от Центральной России географическими преградами, остальные же районы для общего блага должны влиться в один Союз».
Несмотря на решение съезда, число отделов и районных объединений продолжало расти. Так, к середине 1926 года в Федеративный союз баптистов входили шесть региональных отделов (которые переименовали в «союзы»): Дальневосточный (центр — Хабаровск), Сибирский (Омск), Туркестанский (Ташкент), Кавказский (Пятигорск), Северный (Ленинград) и Всеукраинский (Харьков), а также двадцать семь «районов». К концу 1926 года союзов было уже восемь: Дальневосточный, Сибирский, Средне-азиатский, Северо-кавказский, Закавказский, Всеукраинский (с вхождением в него немецкой секции), Крымский, Северный (с вхождением в него латышской секции). В 1927 году были созданы также Волго-Камский союз баптистов и Союз баптистов центральных губерний России.
Решением 26-го Всесоюзного съезда баптистов (1926 год) было окончательно утверждено федеративное устройство Союза, — все общины и районные отделы, не входившие ни в какие поместные союзы, должны были объединиться в самостоятельные союзы. Как отмечал председатель Федеративного союза баптистов Н. В. Одинцов, «сама жизнь властно, помимо всякого административного воздействия, положила основание образованию поместных Союзов; такая форма объединения наших общин и пределы распространения их деятельности определялись вполне естественно по принципу духовного тяготения, а в последние годы и в зависимости от административного деления СССР на отдельные самостоятельные республики». Однако до конца воплотить задуманное в жизни баптисты не успели из-за развертывания репрессий и разгрома руководящих структур поместных Союзов.

## Съезды
| № п/п | № съезда | Наименование                                              | Дата и место                                                                            | Председатель съезда       | Основные вопросы, кто участвовал |
| ----- | -------- | --------------------------------------------------------- | --------------------------------------------------------------------------------------- | ------------------------- | --- |
| 1     | 1        | Конференция баптистов                                     | 1879 год, 7 октября, г. Тифлис                                                          | В. Г. Павлов              | Участвовали представители церквей Кавказа. |
| 2     | 2        | Объединенная конференция                                  | 1882 год, 20 мая, колония Рюкенау Таврической губернии                                  | И. И. Вилер               | Совместное участие братских меннонитов и баптистов. |
| 3     |          | Первая объединенная конференция                           | 1884 год, 1—5 апреля, г. Петербург                                                      | В. А. Пашков              | Съезд пашковцев, баптистов, братских меннонитов, штундистов и новомолокан. |
| 4     | 3        | Первый съезд русских баптистов                            | 1884 год, 30 апреля — 1 мая, с. Нововасильевка, Таврической губернии, Бердянского уезда | И. И. Вилер               | Конференция баптистов Южной России и Кавказа. Организован Союз русских баптистов. Решался вопрос о благовестии среди русских и украинцев. Отсутствовали представители Закавказских баптистов. В качестве гостя прибыл З. Д. Захаров. |
| 5     | 4        | Съезд баптистов                                           | 1885 год, 3—6 апреля, г. Владикавказ                                                    | И. И. Вилер, В. Г. Павлов | Решался вопрос о благовестника и об "открытом" Хлебопреломлении. В качестве гостя на съезде присутствовал Я. Д. Деляков. |
| 6     | 5        | Съезд баптистов                                           | 1886 год, 26—30 декабря, Кубанская область                                              | Д. И. Мазаев              | Решался вопрос о благовестии и выдвижении благовестников. |
| 7     | 6        | Съезд баптистов                                           | 1887 год, 29 декабря — 1 января 1888 года                                               | Д. И. Мазаев              | Учреждение руководства братством. Удовлетворена просьба И. И. Вилера об освобождении его от служения председателя. |
| 8     | 7        | Съезд баптистов                                           | 1889 год, 6—12 января, с. Никольское на Ставропольщине                                  | Е. М. Богаднов            | Годовое собрание. Д. И. Мазаев не присутствовал. Благовестником на Дальнем Востоке назначен Я. Д. Деляков. |
| 9     | 8        | Съезд баптистов                                           | 1890 год, 27 марта, с. Никольское                                                       | Д. И. Мазаев              | Решались вопросы о деле благовестия и об оказании помощи нуждающимся. |
| 10    | 9        | Съезд баптистов                                           | 1891 год, прибл. 10—18 января, Горькая Балка                                            | Д. И. Мазаев (?)          | Признано необходимым содействовать продолжению издания журнала "Беседа". Благовестниками избраны В. В. Иванов и Ф. П. Балихин. |
| 11    | 10       | Съезд баптистов                                           | 1898 год, г. Царицын                                                                    | Д. И. Мазаев              | Достигнуто соглашение с евангельскими христианами (пашковцами) о совместной работе. |
| 12    | 11       | Съезд баптистов                                           | 1902 год, г. Ростов-на-Дону                                                             | Д. И. Мазаев              | Решался вопрос о единстве. От евангельских христиан Петербурга участвовали В. И. Долгополов и Г. М. Матвеев. |
| 13    | 12       | Съезд баптистов                                           | 1903 год, г. Царицын                                                                    | Д. И. Мазаев              | Обсуждались вопросы единства. Впервые принято наименование «евангельские христиане-баптисты», которое было утверждено в 1905 году.                                                                                                   |
| 14    | 13       | Съезд баптистов                                           | 1904 год, г. Ростов-на-Дону                                                             | Д. И. Мазаев              | Участвовали представители евангельских христиан из Петербурга, Киева, Конотопа, Севастополя. В адрес съезда были поданы заявления от церквей о принятии в Союз баптистов с сохранением прежних наименований.                         |
| 15    | 14       | Съезд евангельских христиан-баптистов                     | 1905 год, май, г. Ростов-на-Дону                                                        | Д. И. Мазаев              | Утверждено единое наименование: "евангельские христиане-баптисты" |
| 16    | 15       | Съезд евангельских христиан-баптистов                     | 1906 год, 3-6 декабря, г. Киев                                                          | Д. А. Правоверов (?)      | Подготовительный съезд, связанный с ходатайством об уточнении указа от 17 октября 1906 года. |
| 17    | 16       | Второй объединенный съезд евангельских христиан-баптистов | 1907 год, 15 января — 1 февраля, г. Петербург                                           | И. В. Каргель             | Объединенный съезд баптистов, евангельских христиан, новомолокан и представителей других евангельских течений. |
| 18    | 17       | Съезд баптистов                                           | 1907 год, 25—30 мая, г. Ростов-на-Дону                                                  | Д. И. Мазаев              | Выработан устав миссионерского общества. Учрежден ежемесячный журнал «Баптист». |
| 19    | 18       | Съезд баптистов                                           | 1908 год, май, г. Киев                                                                  | И. К. Савельев            | Решался вопрос о богословском образовании служителей. Внесено предложение о постройке Дома Евангелия в Петербурге. |
| 20    | 19       | Всероссийский съезд баптистов                             | 1909 год, 27 сентября — 7 октября, г. Петербург                                         | Д. И. Мазаев              | О ходе легализации церквей на основании указа от 17 апреля 1905 года. Решался вопрос о школьном образовании детей христиан-баптистов.                                                                                                |
| 21    | 20       | Всероссийский съезд баптистов                             | 1910 год, г. Петербург                                                                  | В. Г. Павлов              | Решались вопросы о школах для детей верующих, о благотворительных учреждениях и об издании духовной литературы. |
| 22    | 21       | Всероссийский съезд баптистов                             | 1911 год, 25 сентября — 1 октября, г. Москва                                            | Д. И. Мазаев              | Последний съезд русских баптистов, проходивший в царское время. Предложено ввести служение старших пресвитеров. |
| 23    | 22       | Всероссийский съезд баптистов                             | 1917 год, 20—27 апреля, г. Владикавказ                                                  | Г. И. Мазаев              | Так называемый восстанавливающий съезд баптистов. От Союза евангельских христиан присутствовали Ф. М. Тростнов и Ф. И. Санин. |
| 24    | 23       | Всероссийский съезд баптистов                             | 1920 год, 27 мая - 6 июня, г. Москва                                                    | И. Н. Шилов               | Основным был вопрос о слиянии двух союзов в один. |
| 25    | 24       | Всероссийский съезд баптистов                             | 1921 год, 30 октября — 8 ноября, г. Москва                                              | П. В. Павлов              | Основные вопросы повестки дня: благовестие и помощь голодающим. |
| 26    | 25       | Всесоюзный съезд баптистов                                | 1923 год, 30 ноября — 8 декабря, г. Москва                                              | В. Г. Павлов              | Рассматривались вопросы о расширении благовестия, об отношении верующих к Советской власти и военной службе. |
| 27    | 26       | Всесоюзый съезд баптистов                                 | 1926 год, 14—18 декабря, г. Москва                                                      | Н. В. Одинцов             | Был окончательно решен вопрос о несении воинской повинности. Введена федеративная форма управления местными объединениями церквей.                                                                                                   |

## Богословие
В основном в Союз входили общины «частных баптистов» (придерживавшихся, по крайней мере, формально, кальвинистской доктрины спасения души), в отличие от евангельских христиан — прохановцев («общих баптистов» с арминианской доктриной). Однако серьезная богословская полемика между общими и частными баптистами в России в то время не велась: в условиях почти не прекращающихся гонений церкви были больше озабочены миссионерством и строительством общин, чем «высоким богословием».

## Образование
В дореволюционный период отдельные проповедники по направлению своих поместных общин или в частном порядке обучались в заграничных богословских семинариях. Также в 1909 году группа из 11 проповедников была направлена на обучение в Лодзинской семинарии, организованной российскими немцами-баптистами в помещении Лодзинской немецкой баптистской церкви. В 1911 году эта семинария была закрыта и обучение в ней продолжалось нелегально. Реализовать желание открыть русскую семинарию в дореволюционный период не удалось из-за нехватки средств и ужесточения политики государства.
В 1918—1924 годах проповедников готовили при некоторых крупных поместных церквях и региональных объединениях на курсах (как правило, краткосрочных). В 1923—1924 годах некоторые баптисты обучались на 9-месячных библейских курсах, открытых И. С. Прохановым при центральной петроградской церкви евангельских христиан.
1 декабря 1927 года были открыты Библейские курсы в Москве. В первый набор были зачислены 50 курсантов из разных регионов СССР. Программа курсов была рассчитана на три года, однако реально они просуществовали лишь полтора года, после чего были закрыты в связи с ужесточением политики государства.

## Периодика
Официальным печатным органом Союза был журнал «Баптист» (издавался с перерывами в 1907—1929 годах), в 1917—1918 и 1920—1921 годах (во время перерыва в издании «Баптиста») его роль де-факто играл журнал «Слово Истины». Для верующих на Украине в 1926—1928 годах издавался журнал «Баптист Украины».
Кроме того, частным образом издавался еще ряд баптистских журналов, в том числе региональные, например, «Благовестник» (1919 — Омск, 1919—1922 — Владивосток), «Гость» (в 1910—1918 годы — в Санкт-Петербурге, позднее — в эмиграции) и др.
- Журнал «Баптист»
- Журнал «Слово Истины» (Москва)
- Журнал «Баптист Украины» (Харьков)
- Журнал «Благовестник» (Владивосток)
- Журнал «Гость» (Санкт-Петербург)

## Численность
Численность определялась количеством активных верующих, то есть людей, принявших крещение в баптистских общинах и являющихся членами общин, регулярно посещающими богослужения и участвующими в жизнедеятельности общин. Дети, поскольку по баптистскому верооучению им не могло быть преподано крещение, в статистике не учитывались.
Ф. П. Балихин, принимая участие в международных евангелической и баптистских конференциях во время поездки в Европу в 1903 году, утверждал на них, что в России насчитывается до 20 тысяч баптистов.
В. Г. Павлов в 1908 году на Европейском конгрессе баптистов в Берлине озвучил свои данные численности Союза: 162 общины, 400 проповедников, 10 молитвенных домов, 11207 членов. При этом Павлов сделал оговорку «насколько я мог собрать сведения», подразумевая, что данные могли быть неполными.
Согласно брошюре «Статистика русских баптистов за 1909 год», составленной В. А. Фетлером, на 1 января 1910 года в Российской империи было 149 общин, имевших 10935 членов, однако А. И. Клибанов утверждал, что эти данные неточны и не отражали полноты картины. Тот же Фетлер, в беседе с директором департамента духовных дел Менкиным в 1913 году утверждал, что на тот момент баптистов в России было более 100 тысяч.
По сведениям Департамента духовных дел иностранных исповеданий МВД Российской империи, собранным через губернаторов, к 1 января 1912 года общее количество «сектантов» в России составляло 399.565 человек. Из них баптисты (штундисты) занимали второе место по численности после молокан-«воскресников». Количество баптистов (штундистов) составило 114.642 человека. Из них 28.114 человек перешли в баптизм из православия в период 1905—1911 годов.
К 1917 году, по оценке Ф. П. Балихина, в России насчитывалось «около 839 общин» с численностью примерно 200 тысяч членов с семействами и 180 родственных баптистам общин со 160 тысячами членов.
По оценке П. В. Иванова-Клышникова, в 1926 году численность членов церквей, входящих в Союз баптистов составляла 400 тысяч человек (не считая членов их семей), годом позже председатель Федеративного союза баптистов Н. В. Одинцов оценил численность в 500 тысяч человек.

## Предшественники
Штунда
Молоканство

## Преемники
ВСЕХБ (1944—1992)
МСЦ ЕХБ (1961 — настоящее время)
Евро-азиатская федерация союзов евангельских христиан-баптистов (1992 — настоящее время)
Национальные евангельско-баптистские союзы церквей бывших республик СССР (1992 — настоящее время), в России — РС ЕХБ